# Первая Тихоокеанская эскадра
1-я Тихоокеанская эскадра — соединение кораблей Русского Императорского флота, дислоцированное в Японском и Жёлтом морях.
Ранее именовалась — Эскадра Тихого океана, c 12 мая 1904 года — 1-я эскадра флота Тихого океана.

## История
В конце XIX века в военно-морских кругах России стали преобладать взгляды о срочном и значительном усилении Тихоокеанского флота. Такого же мнения придерживалось и правительство. Император Николай II дал указание управляющему Морским министерством «пересмотреть взгляд на военное положение России в Тихом океане». Русский флот стал концентрироваться в водах Тихого океана уже с конца 1895 года. Созданное по данному вопросу «Особое совещание» в декабре 1897 года постановило на ближайшую перспективу признать главным театром возможных военных действий Дальний Восток, ограничиться в Балтийском море флотом береговой обороны, а за счёт его увеличить силы Тихого океана до 10 эскадренных броненосцев, 4 броненосных крейсеров, 10 бронепалубных крейсеров, 10 крейсеров 2-го ранга, 2 минных заградителей, 36 истребителей и миноносцев. Для этого в дополнение к программе 1895 года была составлена дополнительная судостроительная программа 1898 года «Для нужд Дальнего Востока».
Немаловажным фактором также являлось то, что Русский Императорский флот на Тихом океане получил на побережье Жёлтого моря долгожданную незамерзающую базу. Начиная с 29 ноября 1897 года корабли Тихоокеанского флота начали перебазироваться из Владивостока в Порт-Артур «для недопущения его захвата англичанами». Официально база после бурной дипломатической деятельности была передана России 15 марта 1898 года. Боевые корабли базировавшиеся в ней именовались Порт-Артурской эскадрой, а после формирования других соединений в ходе Русско-Японской войны — Первой Тихоокеанской эскадрой.
Основные силы эскадры базировались в Порт-Артуре. Во Владивостоке оставался созданный в 1901 году Владивостокский отряд крейсеров и номерные миноносцы.
В 1903 году ряд устаревших кораблей Тихоокеанской эскадры были возвращены на Балтику для модернизации и ремонта. Значительный отряд адмирала А. А. Вирениуса из-за частых поломок входивших в состав соединения малых миноносцев на начало Русско-Японской войны находились в Средиземном море и вскоре были отозваны на Балтику. Впоследствии все эти корабли (за исключением номерных миноносцев) вошли в состав 2-й Тихоокеанской эскадры и участвовали в Цусимском сражении.
Эскадра прекратила своё существование 20 декабря 1904 года, когда перед сдачей Порт-Артура большинство оставшихся в строю кораблей были потоплены.

## Корабельный состав эскадры
На момент начала войны в состав 1-й Тихоокеанской эскадры входило 7 броненосцев, 4 броненосных крейсера, 5 бронепалубных крейсеров I ранга, 2 бронепалубных крейсеров II ранга, 3 устаревших клипера, которые числились как крейсера II ранга, 2 вспомогательных крейсера, 2 минных транспорта, 7 мореходных канонерских лодок, 2 минных крейсера, 25 эскадренных миноносцев, 10 малых номерных миноносцев, 4 транспорта (см. таблицу).
Большинство кораблей дислоцировалось в Порт-Артуре. Это все броненосцы, броненосный крейсер «Баян», крейсера «Аскольд», «Паллада», «Диана», «Новик», «Боярин», вспомогательный крейсер «Ангара», все эскадренные миноносцы, канонерские лодки «Гиляк», «Бобр», «Гремящий», «Отважный».
Во Владивостоке находился отряд крейсеров эскадры Тихого океана в составе броненосных крейсеров «Россия», «Громобой», «Рюрик», бронепалубного «Богатырь», вспомогательного крейсера «Лена». Также во Владивостоке находились номерные миноносцы: № 201, № 202, № 203, № 204, № 205, № 206, № 208, № 209, № 210, № 211.
Крейсер «Варяг», канонерские лодки «Кореец», «Маньчжур», «Сивуч» в качестве стационеров находились в иностранных портах Дальнего Востока.
| Тип и наименование корабля                     | Год вступления в строй | Место постройки                                      | Водоизме- щение т. | Основные размерения (Длина×Ширина ×Осадка) | Мощность механиз- мов л. с. | Скорость хода уз. | Артиллерийское вооружение.               | Минно-торпедное вооружение | Экипаж     |
| Эскадренные броненосцы (7 вымпелов)            |                        |                                                      |                    |                                            |                             |                   |                                          |                            |            |
| «Победа»                                       | 1902                   | «Балтийский завод» Россия                            | 13320              | 130,0×21,8×8,25                            | 15775                       | 18,5              | 4×254 11×152 20×75 20×47 8×37 2×63,5     | 5×381                      | 769        |
| «Цесаревич»                                    | 1903                   | «Форж и Шантье» Франция                              | 12920              | 117,2×23,4×7,9                             | 16300                       | 18,2/17           | 4×305 12×152 20×75 20×47 2×37 2×63,5     | 4×457                      | 778        |
| «Ретвизан»                                     | 1901                   | «Крамп и сыновья» США                                | 12780              | 117,0×22,0×7,6                             | 17600                       | 17,90             | 4×305 12×152 20×75 20×47 6×37 2×63,5     | 6×381                      | 778        |
| «Пересвет»                                     | 1901                   | «Балтийский завод» Россия                            | 12224              | 130,0×21,8×8,4                             | 13775                       | 18,64             | 4×254 11×152 20×75 20×47 6×37 2×63,5     | 5×381                      | 769        |
| «Полтава»                                      | 1900                   | «Галерный островок» Россия                           | 11500              | 112,5×21,34×8,6                            | 11225                       | 16,259            | 4×305 12×152 12×47 28×37 2×63,5          | 2×457 4×381                | 662        |
| «Севастополь»                                  | 1900                   | «Галерный островок» Россия                           | 11500              | 112,5×21,34×8,6                            | 9368                        | 16,41/15,3        | 4×305 12×152 12×47 28×37 2×63,5          | 2×457 4×381                | 662        |
| «Петропавловск»                                | 1899                   | «Галерный островок» Россия                           | 11354              | 112,5×21,34×8,6                            | 11213                       | 16,38             | 4×305 12×152 10×47 28×37 2×63,5          | 2×457 4×381                | 662        |
| Броненосные крейсера (4 вымпела)               |                        |                                                      |                    |                                            |                             |                   |                                          |                            |            |
| «Громобой»                                     | 1900                   | «Балтийский завод» Россия                            | 12455              | 140,6×20,9×7,9                             | 15500                       | 20,1              | 4×203 16×152 24×75 12×47 18×37 2×64      | 4×381                      | 28/846     |
| «Россия»                                       | 1897                   | «Балтийский завод» Россия                            | 12195              | 147,8×20,9×8,0                             | 15680+2000                  | 19,74             | 4×203 16×152 24×75 12×47 18×37 2×64      | 5×381                      | 28/811     |
| «Рюрик»                                        | 1895                   | «Балтийский завод» Россия                            | 11690              | 132,6×20,4×7,9                             | 13588                       | 18,84             | 4×203 16×152 6×120 24×75 8×47 18×37 2×64 | 6×381                      | 27/692     |
| «Баян»                                         | 1900                   | «Форж и Шантье» Франция                              | 7802               | 135,0×17,5×6,7                             | 16500                       | 20,9              | 2×203 8×152 20×75 8×47 2×37 2×64         | 6×381                      | 573        |
| Бронепалубные крейсера I-го ранга (5 вымпелов) |                        |                                                      |                    |                                            |                             |                   |                                          |                            |            |
| «Варяг»                                        | 1900                   | «Крамп и сыновья» США                                | 7100               | 127,9×15,85×5,94                           | 14176                       | 23,18/14          | 12×152 12×75 6×47 2×37 2×64              | 6×381                      | 580        |
| «Паллада»                                      | 1896                   | «Галерный островок» Россия                           | 6731               | 123,5×16,7×6,4                             | 13100                       | 19,17             | 8×152 24×75 8×37 2×64                    | 3×381                      | 19/540     |
| «Диана»                                        | 1897                   | «Галерный островок» Россия                           | 6731               | 123,0×16,0×H                               | 12200                       | 19,2              | 8×152 24-75 8×37 2×64                    | 3×381                      | 19/540     |
| «Богатырь»                                     | 1902                   | «Вулкан» Германия                                    | 6650               | 132,4×16,6×6,3                             | 20370                       | 23,55             | 12×152 12×75 8×47 2×37 2×64              | 6×381                      | 30/550 576 |
| «Аскольд»                                      | 1902                   | «Германия» Германия                                  | 5950               | 130,0×15,0×6,2                             | 20434                       | 23,39             | 12×152 12×75 8×47 2×37 2×64              | 6×381                      | 576        |
| Бронепалубные крейсера II-го ранга (2 вымпела) |                        |                                                      |                    |                                            |                             |                   |                                          |                            |            |
| «Боярин»                                       | 1901                   | «Бурмейстер и Вайн» Дания                            | 3190               | 108,2×12,6×4,8                             | 11180                       | 22,6              | 6×120 8×47 1×37 1×64                     | 5×381                      | 331        |
| «Новик»                                        | 1901                   | «Шихау» Германия                                     | 3080               | 109,9×12,2×5,0                             | 17000                       | 25,0              | 6×120 6×47 2×37                          | 5×381                      | 336        |
| Крейсера II-го ранга (устаревшие, 3 вымпела)   |                        |                                                      |                    |                                            |                             |                   |                                          |                            |            |
| «Забияка»                                      | 1878                   | «Крамп и сыновья» США                                | 1240               | 67,1×9,1×4,1                               | 1430                        | 14,5              | 4×107 6×47 6×37 1×63,5                   | —                          | 155        |
| «Разбойник»                                    | 1879                   | «Невский завод» Россия                               | 1295               | 63,35×10,1×4,4                             | 1668                        | 11,36/13,1        | 2×152 4×107 2×47 4×37 1×63,5             | —                          | 8/105      |
| «Джигит»                                       | 1877                   | «Невский завод» Россия                               | 1334               | 63,35×10,1×4,4                             | 1668                        | 12                | 3×152 4×107 4×47 6×37 1×63,5             | —                          | 8/105      |
| Вспомогательные крейсера (2 вымпела)           |                        |                                                      |                    |                                            |                             |                   |                                          |                            |            |
| «Ангара» («Москва»)                            | 1898                   | «Клайдбанк инжиниринг энд шипбилдинг Компани» Англия | 12050              | 154,8х17,7х7,5                             | 16839                       | 20,1              | 6×120 6×75                               | —                          |            |
| «Лена» («Херсон»)                              | 1896                   | Лесли и Компани Англия                               | 10675              | 138,7x16,5x7,5                             | 13100                       | 19,5              | 6×120 6×75                               | —                          |            |
| Мореходные канонерские лодки (7 вымпелов)      |                        |                                                      |                    |                                            |                             |                   |                                          |                            |            |
| «Отважный»                                     | 1878                   |                                                      | 1717               | 72,3×12,7×4,4                              | 2500                        | 13,3              | 1×229 1×152 6×47 2×37                    | 2×381                      | 11/177     |
| «Гремящий»                                     | 1878                   | «Новое Адмиралтейство» Россия                        | 1700               | 72,3×12,7×4,4                              | 2500                        | 13,3              | 1×229 1×152 6×47 2×37                    | 2×381                      | 11/177     |
| «Манчжур»                                      | 1887                   | «Бурмейстер ог Вайн» Швеция                          | 1418               | 67,1×9,1×4,1                               | 1724                        | 13,5              | 2×203 1×152 4×107 1-47                   | 1×381                      | 12/162     |
| «Кореец»                                       | 1887                   | «Бергзунд Меканиска» Швеция                          | 1334               | 67,1×9,1×4,1                               | 1430                        | 13,5              | 2×203 1×152 4×107 1×47                   | 1×381                      | 12/162     |
| «Гиляк»                                        | 1898                   | «Новое Адмиралтейство» Россия                        | 1239               | 63,1×11,15×3,14                            | 1179                        | 11,64             | 1×120 5×75 4×47 3×37 1×63,5              | 1×381                      | 7/159      |
| «Сивуч»                                        | 1885                   | Бергзундский завод Швеция                            | 950                | 57,1×10,6×2,9                              | 1000                        | 12,53             | 1×229 1×152 6×107                        | —                          | 10/130     |
| «Бобр»                                         | 1885                   | «Крейтон и К°» Россия (Або)                          | 950                | 57,1×10,6×2,9                              | 1000                        | 11,84             | 1×229 1×152 6×107                        | —                          | 10/130     |
| Минные крейсера (2 вымпела)                    |                        |                                                      |                    |                                            |                             |                   |                                          |                            |            |
| Тип «Казарский»                                |                        |                                                      |                    |                                            |                             |                   |                                          |                            |            |
| «Всадник»                                      | 1894                   | «Крейтон и К°» Россия (Финляндия)                    | >400               | 60,4×7,4×3,05                              | —                           | ≤20               | 6×47 2×37                                | 2×381                      | 7/57       |
| «Гайдамак»                                     | 1894                   | «Крейтон и К°» Россия (Финляндия)                    | >400               | 60,4×7,4×3,05                              | —                           | ≤20               | 6×47 2×37                                | 2×381                      | 7/57       |
| Миноносцы (Эскадренные миноносцы, 25 вымпелов) |                        |                                                      |                    |                                            |                             |                   |                                          |                            |            |
| Тип «Буйный» (2 вымпела)                       |                        |                                                      |                    |                                            |                             |                   |                                          |                            |            |
| «Бурный» («Макрель»)                           | 1902                   | Невский завод Россия                                 | 440                | 64,0×6,4×1,78                              | 5700                        | 26,73             | 1×75 5×47                                | 3×381                      | 4/62       |
| «Бойкий» («Акула»)                             | 1902                   | Невский завод Россия                                 | 440                | 64,0×6,4×1,78                              | 5700                        | 26,03             | 1×75 5×47                                | 3×381                      | 4/62       |
| Типа «Сом» (1 вымпел)                          |                        |                                                      |                    |                                            |                             |                   |                                          |                            |            |
| «Боевой» («Сом»)                               | 1900                   | «Братья Лэрд» Англия                                 | 412                | 64,9×6,55×1,91                             | 6000                        | 27,94             | 1×75 3×47                                | 2×381                      | 4/58       |
| Миноносцы типа «Кит» (4 вымпела)               |                        |                                                      |                    |                                            |                             |                   |                                          |                            |            |
| «Бдительный» («Кит»)                           | 1900                   | «Шихау» Германия                                     | 412                | 61,0×7,0×1,7                               | 6000                        | 27,4              | 1×75 5×47                                | 3×381                      | 4/58       |
| «Бесстрашный» («Дельфин»)                      | 1900                   | «Шихау» Германия                                     | 412                | 61,0×7,0×1,7                               | 6000                        | 27,25             | 1×75 5×47                                | 3×381                      | 4/58       |
| «Бесшумный» («Касатка»)                        | 1900                   | «Шихау» Германия                                     | 412                | 61,0×7,0×1,7                               | 6000                        | 27,4              | 1×75 5×47                                | 3×381                      | 4/58       |
| «Беспощадный» («Скат»)                         | 1900                   | «Шихау» Германия                                     | 412                | 61,0×7,0×1,7                               | 6000                        | 27,08             | 1×75 5×47                                | 3×381                      | 4/58       |
| Тип «Форель» (5 вымпелов)                      |                        |                                                      |                    |                                            |                             |                   |                                          |                            |            |
| «Внимательный» («Форель»)                      | 1901                   | Завод Нормана Франция                                | 346                | 56,6×6,3×1,97                              | 5800                        | 28                | 1×75 5×47                                | 2×381                      | 4/60       |
| «Выносливый» («Стерлядь»)                      | 1901                   | Завод Нормана Франция                                | 346                | 56,6×6,3×1,97                              | 5800                        | 28                | 1×75 5×47                                | 2×381                      | 4/60       |
| «Внушительный» («Осётр»)                       | 1901                   | «Форж и Шантье» Франция                              | 346                | 56,6×6,3×1,97                              | 5800                        | 28                | 1×75 5×47                                | 2×381                      | 4/60       |
| «Властный» («Кефаль»)                          | 1902                   | «Форж и Шантье» Франция                              | 346                | 56,6×6,3×1,97                              | 5800                        | 28                | 1×75 5×47                                | 2×381                      | 4/60       |
| «Грозовой» («Лосось»)                          | 1902                   | «Форж и Шантье» Франция                              | 346                | 56,6×6,3×1,97                              | 5800                        | 28,4              | 1×75 5×47                                | 2×381                      | 4/60       |
| Тип «Хай-Хоа» (1 вымпел)                       |                        |                                                      |                    |                                            |                             |                   |                                          |                            |            |
| «Лейтенант Бураков» («Хай-Хоа»)                | 1898                   | «Шихау» Германия                                     | 280                | 59,1×5,9×1,78                              | 6000                        | 33,6              | 6×47                                     | 2×381                      | 4/53       |
| Миноносцы типа «Сокол» (12 вымпелов)           |                        |                                                      |                    |                                            |                             |                   |                                          |                            |            |
| «Разящий» («Дрозд»)                            | 1903                   | «Ижорский завод» Собран в Порт-Артуре Россия         | 240                | 60,8×5,3×2,24                              | 3800                        | 27,0              | 1×75 3×47                                | 2×381                      | 4/58       |
| «Расторопный» («Дятел»)                        | 1903                   | «Ижорский завод» Собран в Порт-Артуре Россия         | 240                | 60,8×5,3×2,24                              | 3800                        | ≤27               | 1×75 3×47                                | 2×381                      | 4/58       |
| «Решительный» («Кондор»)                       | 1903                   | «Невский завод» Собран в Порт-Артуре Россия          | 240                | 60,8×5,3×2,24                              | 3800                        | 25,75             | 1×75 3×47                                | 2×381                      | 4/58       |
| «Сильный» («Баклан»)                           | 1903                   | «Ижорский завод» Собран в Порт-Артуре Россия         | 240                | 60,8×5,3×2,24                              | 3800                        | 27,0              | 1×75 3×47                                | 2×381                      | 4/58       |
| «Сердитый» («Бекас»)                           | 1903                   | «Невский завод» Собран в Порт-Артуре Россия          | 240                | 60,8×5,3×2,24                              | 3800                        | ≤27               | 1×75 3×47                                | 2×381                      | 4/58       |
| «Смелый» («Горлица»)                           | 1903                   | «Невский завод» Собран в Порт-Артуре Россия          | 240                | 60,8×5,3×2,24                              | 3800                        | 26,75             | 1×75 3×47                                | 2×381                      | 4/58       |
| «Сторожевой» («Грач»)                          | 1903                   | «Невский завод» Собран в Порт-Артуре Россия          | 240                | 60,8×5,3×2,24                              | 3800                        | ≤27               | 1×75 3×47                                | 2×381                      | 4/58       |
| «Стерегущий» («Кулик»)                         | 1903                   | «Невский завод» Собран в Порт-Артуре Россия          | 240                | 60,8×5,3×2,24                              | 3800                        | 27,0              | 1×75 3×47                                | 2×381                      | 4/58       |
| «Скорый» («Перепел»)                           | 1903                   | «Невский завод» Собран в Порт-Артуре Россия          | 240                | 60,8×5,3×2,24                              | 3800                        | 27,0              | 1×75 3×47                                | 2×381                      | 4/58       |
| «Страшный» («Скворец»)                         | 1904                   | «Невский завод» Собран в Порт-Артуре Россия          | 240                | 60,8×5,3×2,24                              | 3800                        | 26,67             | 1×75 3×47                                | 2×381                      | 4/58       |
| «Стройный» («Стриж»)                           | 1904                   | «Невский завод» Собран в Порт-Артуре Россия          | 240                | 60,8×5,3×2,24                              | 3800                        | не определялась   | 1×75 3×47                                | 2×381                      | 4/58       |
| «Статный»                                      | 1904 («Щегол»)         | «Невский завод» Собран в Порт-Артуре Россия          | 240                | 60,8×5,3×2,24                              | 3800                        | не определялась   | 1×75 3×47                                | 2×381                      | 4/58       |
| Миноносцы (10 вымпелов)                        |                        |                                                      |                    |                                            |                             |                   |                                          |                            |            |
| Тип «Нарген» (2 вымпела)                       |                        |                                                      |                    |                                            |                             |                   |                                          |                            |            |
| № 203 («Уссури» «Наргэн»)                      | 1890                   | «Невский завод» Россия                               | 152,5              | 46,4×4,96×3,05                             | —                           | 20,15/19,0        | 2×37                                     | 3×381                      | 2/16       |
| № 204 («Сунгари» «Гогланд»)                    | 1890                   | «Невский завод» Россия                               | 152,5              | 46,4×4,96×3,05                             | -                           | 20,38/19,96       | 2×37                                     | 3×381                      | 2/16       |
| Тип «Пернов» (4 вымпела)                       |                        |                                                      |                    |                                            |                             |                   |                                          |                            |            |
| № 208                                          | 1899                   | «Новое адмиралтейство» Россия                        | 120                | 42,0×4,5×2,05                              | 2000                        | 17,3              | 2×37                                     | 3×381                      | 2/22       |
| № 209                                          | 1899                   | «Новое адмиралтейство» Россия                        | 120                | 42,0×4,5×2,05                              | 2000                        | 18,0              | 2×37                                     | 3×381                      | 2/22       |
| № 210                                          | 1899                   | «Ижорский завод» Россия                              | 120                | 42,0×4,5×2,05                              | 2000                        | 18,4              | 2×37                                     | 3×381                      | 2/22       |
| № 211                                          | 1900                   | «Ижорский завод» Россия                              | 120                | 42,0×4,5×2,05                              | 2000                        | 17,6              | 2×37                                     | 3×381                      | 2/22       |
| Тип «Ревель» (2 вымпела)                       |                        |                                                      |                    |                                            |                             |                   |                                          |                            |            |
| № 205 («Свеаборг»)                             | 1886                   | «Норман» Франция                                     | 109                | 46,8×3,8×2,6                               | 802                         | 19,6              | 2×47                                     | 2×381                      | 2/19       |
| № 206 («Ревель»)                               | 1886                   | «Норман» Франция                                     | 109                | 46,8×3,8×2,6                               | —                           | 19,7              | 2×47                                     | 2×381                      | 2/19       |
| Тип «Янчихэ» (2 вымпела)                       |                        |                                                      |                    |                                            |                             |                   |                                          |                            |            |
| № 201 («Янчихэ»)                               | 1889                   | «Невский завод» Россия                               | 100                | 39,0×4,8×2,05                              | 969                         | 19,6              | 2×37                                     | 3×381                      | 2/16       |
| № 202 («Сучена»)                               | 1889                   | «Невский завод» Россия                               | 100                | 39,0×4,8×2,05                              | 884,4                       | 19,59             | 2×37                                     | 3×381                      | 2/16       |
| Минные транспорты (2 вымпела)                  |                        |                                                      |                    |                                            |                             |                   |                                          |                            |            |
| «Амур»                                         | 1901                   | «Балтийский завод» Россия                            | 2498               | 91,4×13,4×4,3                              | 4900                        | 17,44             | 5×75 7×47                                | до 300 мин                 | 13/272     |
| «Енисей»                                       | 1900                   | «Балтийский завод» Россия                            | 2700               | 91,4×13,4×4,3                              | 4900                        | 17,4              | 5×75 7×47                                | до 300 мин                 | 13/309     |
| Транспорты (4 вымпела)                         |                        |                                                      |                    |                                            |                             |                   |                                          |                            |            |
| «Камчадал» («Труженик»)                        | 1896                   | Великобритания                                       | 900                |                                            | 750                         | 11,5              | 2×37                                     | —                          | 8/42       |
| «Алеут»                                        | 1886                   | Ньюландскверфт Норвегия                              | 842                | 49,4×9,4×3,5                               | 730                         | 11,9              | 4×37                                     | —                          | 9/91       |
| «Тунгуз»                                       | 1870                   | «Завод Полетики», Россия                             | 756                | 46,9×7,9×3,3                               | 360 и.л.с                   | 9                 | —                                        | —                          |            |
| «Якут»                                         | 1892                   | Hall, Russell & Company, Великобритания              | 723                | 62,5×8,4                                   |                             | 9                 | —                                        | —                          |            |

| Корабли, погибшие в ходе боевых действий |

| Корабли, захваченные противником |

«Цесаревич» после боя в Жёлтом море, в котором получил значительные повреждения, прорвался в Киао-Чао и разоружился. Броненосцы «Ретвизан», «Победа», «Пересвет», «Полтава» были потоплены в бухте Порт-Артура в результате обстрела осадной артиллерией. «Петропавловск» 31 марта подорвался на минной банке и затонул. «Севастополь» повреждён в результате многократных атак японских миноносцев в бухте Белый Волк и впоследствии затоплен. «Ретвизан», «Пересвет», «Победа», «Полтава» подняты японцами и впоследствии введены в состав японского флота.
«Рюрик» погиб в бою в Японском море 1 августа. «Богатырь» наскочил на камни и вышел из строя до окончания войны. «Россия» оставалась единственным из крейсеров Владивостокского отряда, который до конца войны сохранил свою боеспособность.
«Богатырь» в мае наскочил на камни и после этого в боевых действиях не участвовал.
«Баян» 14 июля подорвался на мине, но смог вернуться на базу. Погиб под огнём осадной артиллерии японцев 25 ноября. Впоследствии поднят японцами и введён в строй.
«Варяг» после боя с превосходящими силами противника при Чемульпо затоплен командой. Поднят японцами и введён в состав японского флота под названием «Сойя».
«Аскольд» после боя в Жёлтом море из-за повреждений (скорость корабля упала до 15 узлов) прорвался в Шанхай и разоружился. В дальнейшем был флагманом Сибирской флотилии, участвовал в Дарданельской операции, входил в состав флотилии Северного Ледовитого океана. В 1918 году захвачен англичанами. В 1921 году возвращён и продан на слом в Германию.
«Паллада» потоплена японской осадной артиллерией в бухте Порт-Артура. Поднята японцами введена в состав японского флота. «Диана» после боя в Жёлтом море прорвалась и разоружилась в Сайгоне.
«Новик» после боя с японским крейсером «Цусима» у берегов Сахалина в августе 1904 года затоплен командой.
«Боярин» в первые дни войны подорвался на русском минном заграждении у порта Дальний. Оставлен командой. Затонул во время шторма.
«Кореец» взорван командой после боя при Чемульпо. «Маньчжур» интернирован в Шанхае.
«Бобр» в декабре после попаданий 11" снаряда затонул в Порт-Артуре.
«Сивуч» 4 июля взорван в р. Ляохэ при отступлении русской армии.
Минные крейсера «Всадник» и «Гайдамак» затоплены перед сдачей Порт-Артура.
«Стерегущий» погиб в бою 24 марта. «Страшный» погиб в бою 31 марта. Подорвались на минах и были затоплены перед сдачей Порт-Артура: «Разящий», «Сильный», «Сторожевой» и «Стройный». «Решительный» захвачен японцами в Чифу и переименован в «Акацуки», участвовал в Цусимском сражении, где получил серьёзные повреждения. После ремонта переименован в «Ямахико». В Чифу в ноябре 1904 года затоплен «Расторопный».
«Сердитый», «Смелый», «Скорый» и «Статный» прорвались и разоружились в Чифу, затем вошли в состав Сибирской флотилии. Исключены из списков в ноябре 1925 года.
«Боевой» 10 июня в бухте Тахэ торпедирован японским минным катером. С повреждениями вернулся на базу. До конца осады простоял на внутреннем рейде и был затоплен при сдаче крепости.
«Бесстрашный», «Бесшумный» после боя в Жёлтом море прорвались в Киао-Чао и интернировались. «Бдительный» из-за неисправности котлов в бою не участвовал. 29 октября подорвался на мине, но не затонул. Накануне сдачи Порт-Артура был взорван. Впоследствии «Бесстрашный», «Бесшумный», переведённые на север и включены в состав флотилии Северного Ледовитого океана. «Беспощадный» остался во Владивостоке. Все три корабля исключены из списков флота в 1925 году.
«Внушительный» потоплен японскими крейсерами 12 февраля. «Внимательный» погиб на камнях о. Мурчисон 14 мая. «Выносливый» подорвался на мине 11 августа. «Грозовой» после боя в жёлтом море разоружился в Шанхае. «Властный» после сдачи Порт-Артура прорвался в Чифу и разоружился.
«Бурный» после боя в Жёлтом море пытался прорваться во Владивосток, но наскочил на камни у Шангтунского маяка и был подорван командой. «Бойкий» после сдачи Порт-Артура прорвался в Киао-Чао. Разобран в 1923 году.
«Лейтенант Бураков» в июле в бухте Тахэ был атакован японскими минными катерами и, повреждённый, сел на мель.
Миноносец № 204 затоплен после повреждения рулевого устройства,
№ 208 подорвался на мине. Миноносцы № 201, 202, 203, 205, 206, 209, 210, 211 исключены из списков флота в 1907 году.

## Флагманы

### Командующий флотом в Тихом океане (Флота в Тихом океане)
- 07.10.1902-24.02.1904: вице-адмирал Оскар Викторович Старк (16.08.1846-13.11.1928), начальник эскадры Тихого океана (наделён правами командующего флотом, с 07.02.1904 года временно исполняющий должность командующего флотом), флаг на эскадренном броненосце «Петропавловск»;
- 01.02.1904 (назначен; прибыл в Порт-Артур 24.02.1904) — 31.03.1904: вице-адмирал Степан Осипович Макаров (27.12.1848-31.03.1904), флаг на эскадренном броненосце «Петропавловск»;
- 31.03.1904-03.04.1904: контр-адмирал князь Павел Петрович Ухтомский (10.06.1848-1910), младший флагман, временно исполняющий обязанности командующего флотом, флаг на эскадренном броненосце «Пересвет»;
- 01.04.1904 (назначен; вступил в должность во Владивостоке 09.05.1904) — 20.12.1904 (отозван после гибели кораблей в Порт-Артуре): вице-адмирал Николай Илларионович Скрыдлов (01.04.1844-04.10.1918);
- 20.12.1904-08.05.1905: вакантно;
- 08.05.1905-1905 (отозван после Цусимы): вице-адмирал Алексей Алексеевич Бирилев (16.03.1844-06.02.1915).

### Эскадрав Порт-Артуре
- 07.10.1902-24.02.1904: вице-адмирал Оскар Викторович Старк (16.08.1846-13.11.1928), начальник эскадры Тихого океана, флаг на эскадренном броненосце «Петропавловск»;
- 01.02.1904 (назначен; прибыл в Порт-Артур 24.02.1904) — 31.03.1904: вице-адмирал Степан Осипович Макаров (27.12.1848-31.03.1904), командующий флотом, флаг на эскадренном броненосце «Петропавловск»;
- 31.03.1904-03(или 02).04.1904: контр-адмирал князь Павел Петрович Ухтомский (10.06.1848-1910), младший флагман, временно исполняющий обязанности, флаг на эскадренном броненосце «Пересвет»;
- 03.04.1904-22.04.1904: адмирал Евгений Иванович Алексеев (13.05.1843-27.05.1917), главнокомандующий всеми сухопутными и морскими силами на Дальнем Востоке (с 28.01.1904), временно командовал эскадрой, флаг на эскадренном броненосце «Севастополь»;
- 19.04.1904 (командовал из Владивостока) — 27.09.1904: вице-адмирал Пётр Алексеевич Безобразов (29.01.1845-17.06.1906), начальник 1-й эскадры флота Тихого океана;
- 22.04.1904 — 28.07.1904: контр-адмирал Вильгельм Карлович Витгефт (02.10.1847-28.07.1904), и.д. старшего флагмана и временно командующий эскадрой в Порт-Артуре, флаг на эскадренном броненосце «Цесаревич»;
- 28.07.1904-24.08.1904: контр-адмирал князь Павел Петрович Ухтомский (10.06.1848-1910), младший флагман, младший флагман эскадры Тихого океана, флаг на эскадренном броненосце «Пересвет»;
- 23(по другим данным, 22 или 24).08.1904-27.09.1904 (фактически до 20.12.1904): капитан 1-го ранга, с 29.08.1904 контр-адмирал Роберт Николаевич Вирен (25.12.1856-01.03.1917), командующий Отрядом броненосцев и крейсеров в Порт-Артуре, флаг на эскадренном броненосце «Ретвизан»;
- 27.09.1904 (по другим данным с 09.11.1904; вступил в должность 03.10.1904 во Владивостоке) — 02.01.1905: контр-адмирал Карл Петрович Иессен (30.06.1852-30.11.1918), командующий 1-й эскадрой флота Тихого океана.

### Отряд во Владивостоке
- 16.01.1904- 02.1904: капитан I ранга Николай Карлович Рейценштейн (07.08.1854-27.11.1916), начальник Отряда крейсеров эскадры Тихого океана (07.06.1903-25.02.1904);
- 25.02.1904 / 02.01.1905: контр-адмирал Карл Петрович Иессен (30.06.1852-30.11.1918), младший флагман (17.02.1904), начальник Отдельного отряда крейсеров Тихого океана (25.02.1904; с 12.05.1904 — Отдельного отряда крейсеров 1-й эскадры флота Тихого океана; с 20.12.1904 — Отряда крейсеров в Тихом океане), флаг на крейсере )"Россия".

### Другиеадмиралы
- контр-адмирал Андрей Андреевич Вирениус (17.04.1850-1919), командующий Отдельным отрядом судов (на театр боевых действий не прибыл), флаг на эскадренном броненосце «Ослябя»;
- контр-адмирал (с 06.12.1902) Николай Романович Греве (26.03.1853-30.05.1913), командир порта Артура (07.10.1902-28.03.1904), командир Владивостокского порта (27.08.1904-1905);
- контр-адмирал (28.03.1904) Иван Константинович Григорович (26.01.1853-03.03.1930), командир порта Артура (с 28.03.1904 и до падения Порт-Артура);
- контр-адмирал Михаил Фёдорович Лощинский (05.11.1849-11.01.1917), младший флагман (14.03.1904), заведующим морской и минной обороной — помощник по морской части коменданта крепости (с 28.01.1904), заведующий морской и минной обороной Артура (с 24.08.1904 и до падения Порт-Артура);
- контр-адмирал (с 29.03.1904) Николай Александрович Матусевич 1-й (01.01.1852-23.01.1912), заведующий береговыми командами, и.д. начальника штаба Витгефта (01.04 (по другим данным, с 25.05).1904), младший флагман (05.04.1904);
- контр-адмирал Михаил Павлович Молас 2-й (1852-31.03.1904), младший флагман, начальник отряда крейсеров и заведующий исправлением судов эскадры (30.01.1903-24.02.1904), флаг на крейсере «Баян», начальник штаба Макарова (с 24.02.1904);
- контр-адмирал (с 12.07.1904) Николай Карлович Рейценштейн (07.08.1854-27.11.1916), младший флагман, исправляющий должность начальника отряда крейсеров (09.03.1904 (утверждён в должности 17.03.1904)-1904), флаг на крейсере «Аскольд»;

## Комментарии
1. ↑  Здесь и далее десантная пушка системы Барановского на колёсном лафете.
2. ↑  Из-за плохого качества изготовления силовой установки «Варяг» никогда более не достигал контрактной 23-х узловой скорости. Накануне войны состояние его машин было таково, что крейсер едва достигал крайне недостаточной для кораблей этого класса скорости в 14 уз[15]. В МТК сомневались в достижении 23-узловой скорости и на сдаточных испытаниях. Поводом для сомнений послужило сравнение «Варяга» с другими крейсерами шеститысячниками («Аскольд» и «Богатырь»). По меньшей мере оба крейсера имели силовые установки мощностью свыше 20000 л.с против менее чем 15000 у «Варяга»[16].
3. ↑  «Казарский» построен фирмой «Шихау» в Германии. Остальные строились в России. Серия состояла из 6 кораблей[26].
4. ↑  В разобранном виде отправлялись в Порт-Артур и там собирались. В графе «год вступления в строй» указывается год сборки в Порт-Артуре.